# Samy Shoker
Samy Shoker (* 1. August 1987 in Asnières-sur-Seine) ist ein ägyptischer Schachspieler. Früher für den Französischen Schachbund spielend, ist er seit April 2009 für Ägypten gemeldet.

## Erfolge
Im April 2004 gewann er die französische Kadettenmeisterschaft (U18) in Reims mit 8 Punkten aus 9 Partien und einem Punkt Vorsprung. Im Oktober desselben Jahres erzielte er beim 4. Meisterturnier in Saint-Lô, das vom bulgarischen Großmeister Dejan Boschkow gewonnen wurde, bei seinem dritten Platz seine erste Norm zum Erreichen des Titels Internationaler Meister. Beim A-Open des Festival de Jeux im Februar 2006 in Cannes erzielte er seine zweite IM-Norm, die dritte beim Meisterturnier Marseille Duchamps im Oktober 2006 in Marseille (der Internationale Meister Nicolas Brunner gewann dieses Turnier). Beim 3. Open Gratuit im Januar 2008 in Évry, das von Serhij Fedortschuk gewonnen wurde, erreichte Samy Shoker einen dritten Platz. Im Juli 2008 gewann er das Internationale Open in Condom. Die 16. Internationale Offene Wiener Schachmeisterschaft, die im großen Festsaal des Wiener Rathauses ausgetragen wurde, gewann er im August 2009 mit einer Elo-Leistung von 2708.
Der Titel Internationaler Meister wurde für ihn im Oktober 2006 beantragt, der Titel wurde ihm auf dem 1st quarter Presidential Board in Antalya im Januar 2007 verliehen. Zwar lag seine veröffentlichte Elo-Zahl noch unter der Mindestgrenze von 2400 Punkten (er überschritt diese Schwelle erst im April 2009), aber die Titelbestimmungen der FIDE erachten es für ausreichend, wenn diese Zahl irgendwann im Laufe eines Turniers erreicht wird. Samy Shoker hatte im Oktober 2006 eine Elo-Zahl von 2398, bei dem im Januar 2007 chronologisch ersten gewerteten Turnier, dem Young Masters Open General in Lausanne lag er nach zwei Siegen in den ersten beiden Runden bei einer Elo von 2400. Großmeister ist er seit August 2014. Die Normen hierfür erzielte er bei der Mannschaftsweltmeisterschaft 2011 in Ningbo, bei der Ägypten zwar den letzten Platz belegte, Shoker aber Siege gegen Oleksandr Areschtschenko und Şəhriyar Məmmədyarov gelangen, im September 2013 beim Mohamed-Slama-Memorial in Monastir sowie im Mai 2014 mit Übererfüllung beim 32. Open in Metz.
Im Februar 2015 liegt Samy Shoker auf dem fünften Platz der ägyptischen Elo-Rangliste.

## Mannschaftsschach

### Nationalmannschaft
Samy Shoker nahm mit der ägyptischen Mannschaft an den Schacholympiaden 2010 in Chanty-Mansijsk und 2014 in Tromsø teil. Er gewann mit der ägyptischen Auswahl den Schachwettbewerb der Afrikaspiele 2011 und nahm an den Mannschaftsweltmeisterschaften 2011, 2013 und 2015 teil.

### Vereinsschach
Vereinsschach spielte er bis 2008 nur in Frankreich, seitdem auch in Ägypten. Schon in seiner ersten Saison dort wurde er 2008/09 am dritten Brett spielend mit El Dakhlia ägyptischer Mannschaftsmeister. Den Titel konnte er 2009/10, diesmal hinter Bassem Amin an Brett 2 spielend, verteidigen. Die Vereinsmeisterschaft Arabian Cities 2009, die in Kairo ausgetragen wurde, gewann er genau so wie die Arab Club Championship später im Jahr in Tunis. In der höchsten französischen Spielklasse (bis 2010 Top 16, seitdem Top 12) spielte Shoker in der Saison 2007/08 für C.E. de Bois-Colombes, in der Saison 2008/09 für Grasse Echecs, in der Saison 2010/11 für Lutèce Echecs und seit der Saison 2011/12 für Mulhouse Philidor. Zur Saison 2013/14 kehrte er zu Bois-Colombes zurück.

## Veröffentlichungen
- The Fianchetto Solution. New in Chess, Alkmaar 2016, ISBN 978-90-5691-663-3 (mit Emmanuel Neiman).